# آلبرت اوپل
آلبرت اوپل (انگلیسی: Albert Oppel; ۱۹ دسامبر ۱۸۳۱ – ۲۲ دسامبر ۱۸۶۵) دیرین‌شناس، و استاد دانشگاه اهل آلمان بود که کرسی دیرینه‌شناسی در دانشگاه لودویگ ماکسیمیلیان مونیخ را در اختیار داشت.
وی زندگی خود را وقف مطالعه فسیل‌ها و چینه‌های دوره ژوراسیک کرد و پایه‌گذار مطالعات چینه‌شناسی به شمار می‌رود و پایه‌گذار اشکوب تیتونین در مرز دوره‌های ژوراسیک و کرتاسه بود.